# Луций Постумий Албин (консул 234 пр.н.е.)
Вижте пояснителната страница за други личности с името Луций Постумий Албин.
Луций Постумий Албин (на латински: Lucius Postumius Albinus; † есен 216 пр.н.е.) е политик на Римската република през 3 век пр.н.е.

## Биография
Произлиза от фамилията Постумии. Вероятно е син на Авъл Постумий Албин (консул 242 пр.н.е.).
През 234 пр.н.е. и 229 пр.н.е. Албин е консул. През 228 пр.н.е. той е комендант в кампания против царица Тевта от Илирия (Първа илирийска война). Римската флота от 200 кораба пристига първо на Корфу, който е предаден без борби от коменданта на царицата Деметрий от Фарос. Римляните отиват в Аполония и на север при Шкодра побеждават Тевта. След връщането му в Рим Албин празнува за тази победа триумф.
През 216 пр.н.е. той става претор в Цизалпийска Галия и се бие с войска от два легиона против боиите. През 215 пр.н.е. е избран за консул с колега Тиберий Семпроний Гракх, но е убит в битка против боиите.